# Polygonia faunus

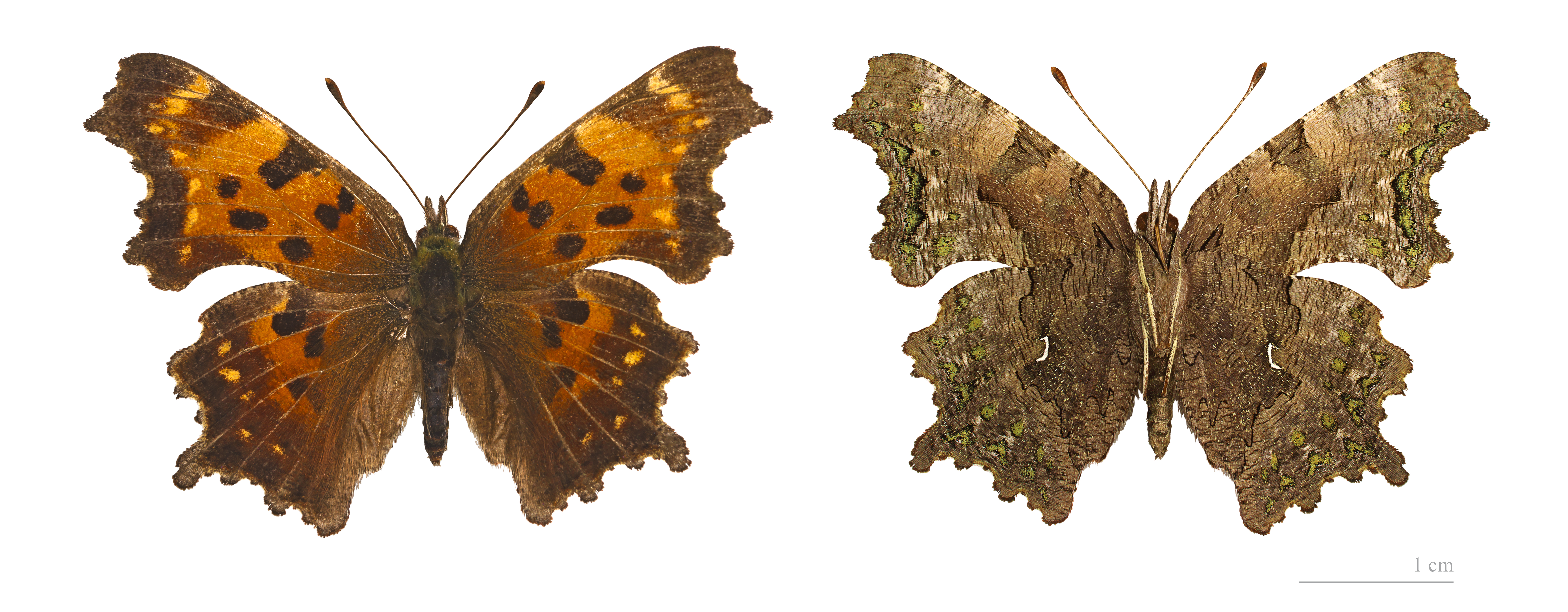
Polygonia faunus ♂

Polygonia faunus is een vlinder uit de familie Nymphalidae, de vossen, parelmoervlinders en weerschijnvlinders. De spanwijdte bedraagt 45 tot 64 millimeter. De soort komt voor in Noord-Amerika. De soort vliegt van mei tot september, waarna de imago overwintert en in het voorjaar paart.

## Waardplanten
De waardplanten van deze soort zijn Salix humilis, suikerberk, els, Rhododendron occidentale, en Ribes.